# Edgar Dentz
Edgar Dentz, né le 19 mars 1998, est un handballeur français évoluant au poste de pivot à Dijon métropole handball.
Edgar Dentz passe par le centre de formation du Chambéry SMB, avant de partir en D2 à Cavigal Nice puis au Grand Nancy MHB. En 2019, il franchit un nouvel échelon en signant au C' Chartres MHB en D1 avant de rejoindre deux ans plus tard l'Istres Provence Handball. À l'hiver 2023, il rejoint Dijon avec effet immédiat pour la fin de la saison.

## Biographie

### Enfance et formation
Edgar Dentz débute le handball dès trois ans et demi. Son père Thierry, reconverti arbitre international, et son petit frère Alex y joue aussi. Edgar commence à l’ASCA Wittelsheim qui fusionne ensuite avec Mulhouse. Il y reste de nombreuses années, jusqu'à notamment jouer en championnat de France des moins de 18 ans et se révéler en Nationale 1 avec 73 buts inscrits en vingt matchs lors de la saison 2015-2016.
Edgar Dentz intègre ensuite le centre de formation du Chambéry Savoie Mont Blanc HB durant 18 mois. Il inscrit 47 buts en douze matchs de N1 2016-2017 avec l'équipe réserve. Il est apparu ensuite à sept reprises en D1 lors de la première partie de la saison 2017-2018.

### Débuts professionnels
Début février 2018, le Cavigal Nice HB (D2) dépose un dossier de joker médical à la suite de la blessure d'Oriol Rey et engage Edgar Dentz.
Pour la saison 2018-2019, Dentz rejoint le Grand Nancy Métropole HB. Il participe au bon début de saison de l'équipe avec une moyenne de trois buts par match, dont un tiers sur penalty. De retour dans l'Est de la France, le choix de l’entraineur n'est pas dans les mêmes conditions que celles vues avec le président. Début avril, une blessure à une cheville contractée en match signe la fin de sa saison et lui fait manquer la demi-finale de Coupe de France,. Il refuse une prolongation de contrat et est élu second meilleur espoir du championnat.
À partir de l'été 2019, il s'engage pour trois saisons chez le C' Chartres MHB, promu en première division et remplace Louis Roche, non-conservé.

## Statistiques
| Saison                | Club                     | Championnat           | Championnat | Championnat | Coupe nationale | Coupe nationale | Coupe de la Ligue | Coupe de la Ligue | Playoffs | Playoffs | Total | Total |
| Saison                | Club                     | Division              | M.          | B.          | M.              | B.              | M.                | B.                | M.       | B.       | M.    | B.    |
| 2015-2016             | Cernay Wattwiller        | D3                    | 20          | 73          | -               | -               | -                 | -                 | -        | -        | 20    | 73    |
| 2016-2017             | Chambéry SMB rés.        | D3                    | 12          | 47          | -               | -               | -                 | -                 | 12       | 65       | 24    | 112   |
| 2017-2018             | Chambéry SMB rés.        | D3                    | 10          | 62          | -               | -               | -                 | -                 | -        | -        | 10    | 62    |
| 2017-2018             | Chambéry SMB             | D1                    | 7           | 1           | -               | -               | -                 | -                 | -        | -        | 7     | 1     |
| 0000-2018             | Cavigal Nice             | D2                    | 13          | 14          | -               | -               | -                 | -                 | -        | -        | 13    | 14    |
| 2018-2019             | Grand Nancy MHB          | D2                    | 20          | 32          | 3               | 15              | 1                 | 2                 | -        | -        | 24    | 49    |
| 2019-2020             | C' Chartres MHB          | D1                    | 10          | 3           | 1               | 0               | 2                 | 1                 | -        | -        | 13    | 4     |
| 2020-2021             | C' Chartres MHB          | D1                    | 24          | 26          | -               | -               | -                 | -                 | -        | -        | 24    | 26    |
| 2021-2022             | Istres Provence Handball | D1                    | 10          | 31          | -               | -               | 1                 | 5                 | -        | -        | 11    | 36    |
| Total sur la carrière | Total sur la carrière    | Total sur la carrière | 87          | 177         | 4               | 21              | 3                 | 3                 | 12       | 65       | 106   | 266   |